# Segesvár történelmi központja
Segesvár történelmi központja 1999 óta a kulturális világörökség része; Románia műemlékeinek jegyzékében az MS-II-s-A-15806 sorszámon szerepel.
Segesvár városa Erdélyben, a szászok földje északi határán fekszik; egyike az Erdély német nevét adó hét várnak. A városban napjainkig fennmaradtak a középkori német építészet műemlékei. Az évente megrendezett Középkori Fesztivál a városnak ezt a középkori hangulatát próbálja turisztikai szempontból kiaknázni.

## Látnivalók
- Csizmadia-torony (1681)
- Diáklépcső (1642): 172 fokból álló fedett lépcső, amely a vár főterétől a várhegyre vezet.
- Evangélikus gimnázium (17. század eleje); ma Josef Haltrich egykori igazgató nevét viseli
- Evangélikus vártemplom német nevén Bergkirche. Az építését 1350-ben kezdték, majd 1429-1488 között átépítették. A Segesvári hegyi templom 1345 és 1525 között épült. Az 1991-1999 közötti restaurálásért és tartószerkezetének megerősítéséért Europa Nostra-díjjal tüntették ki.
- A járványkórház temploma
- Kolostortemplom: 1484-1515 között épült, a 13. századi Domonkos-rendi kolostor helyén. A templomban található egy 1440-ben készített bronz keresztelőmedence, egy 13. századbeli, 35 darabból álló keleti szőnyeggyűjtemény, és egy 1680-ban készített barokk oltár.
- Kovács-torony (1631)
- Leprások temploma: A városfalon kívül található, a 15. században épült. A leprások nem mehettek be a templomba, hanem a pap ment ki hozzájuk a templom külső falán található szószékre.
- Kötélverő-torony
- Mészáros-bástya
- Mészáros-torony (12. század)
- Óratorony: A vár főbejárata, a középkori városi tanács székhelye. A többi toronytól eltérően nem a céhek védték, hanem a városi katonaság. Eredetileg a 14. században épült; az 1677-ben az előző évi tűzvész következtében újjáépítették. A tető színes cserepei az 1897-es restaurálás alkalmával kerültek a helyükre. Az órát Johann Kirschel készítette 1648-ban. A toronyban jelenleg múzeum található.
- Szabó-torony (14. század)
- Szűcs-torony
- Timár-torony
- Törle-kapu
- A Vár első említése 1280-ban történt. A város központja a várfalakkal, tornyokkal erődített Várhegyen volt. Eredetileg a fal 4 méter magas és 930 méter hosszú volt, ezt az évszázadok alatt folyamatosan magasították, bővítették. A vár ma is lakott. A 14 tornyból 9 mai is áll, a borbélyok, a lakatosok, takácsok és a kádárok tornyai már nem léteznek.

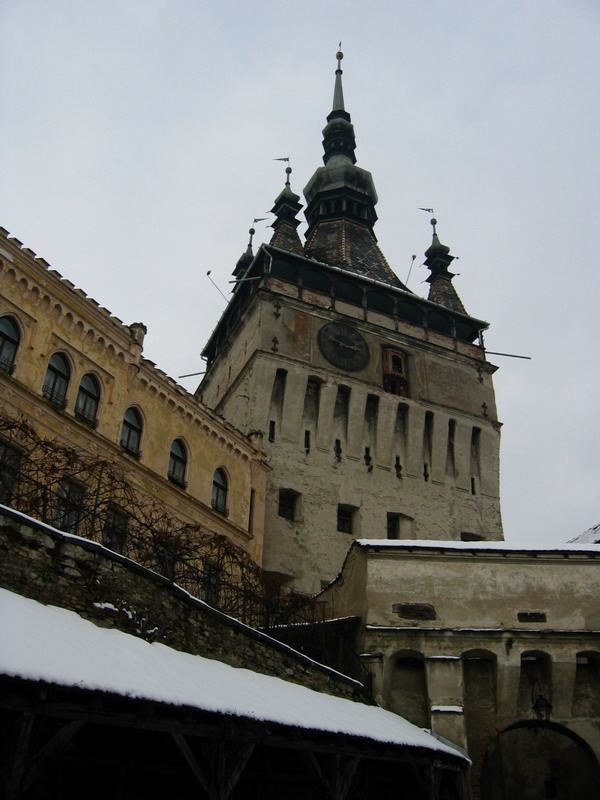
Óratorony
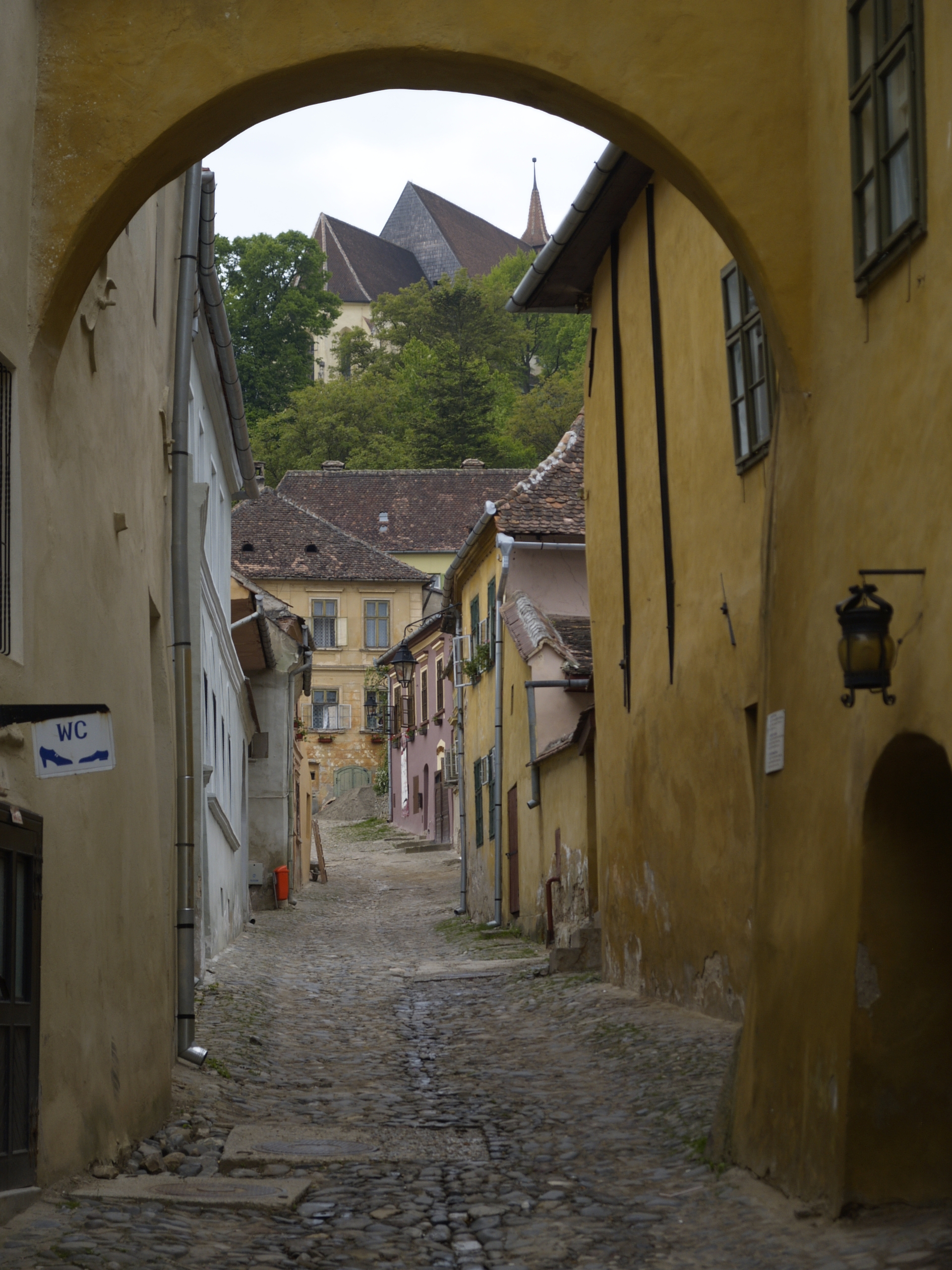
Vártemplom felé vezető sikátor
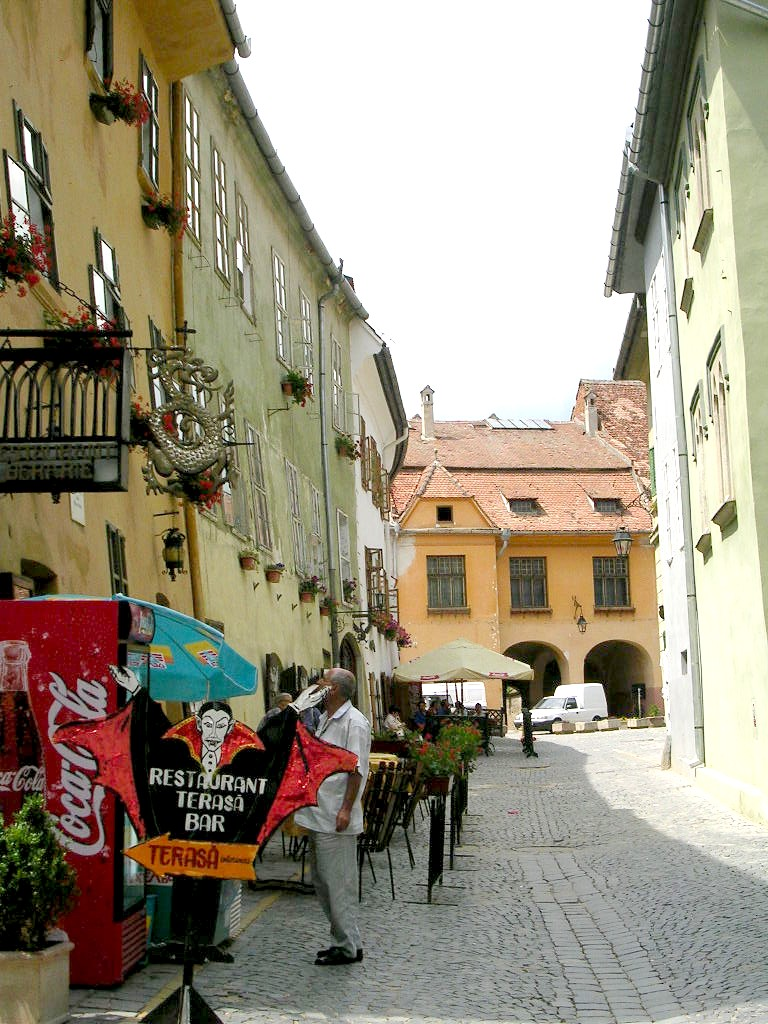
Szűk utca a várban